# Tylan Grant
Tylan Grant (nacido el 9 de octubre de 2001) es un actor inglés, conocido por interpretar a Brooke Hathaway en la telenovela Hollyoaks de Channel 4. Por su papel de Brooke, Grant fue nominado a Mejor actor revelación en los British Soap Awards de 2019, así como a Celebridad del año en los National Diversity Awards de 2019.

## Primeros años y vida personal
Tylan Grant nació como Talia Vanessa Grant el 9 de octubre de 2001 en Londres, de los padres David y Carrie Grant. Grant también tiene tres hermanos; Olive, Arlo y Nathan.
Grant fue diagnosticado con síndrome de Asperger en 2009, a la edad de siete años, y ha hablado sobre las dificultades que enfrentó mientras asistía a la escuela, debido a que había poca conciencia sobre el síndrome en ese momento. En un artículo para el periódico I, Grant afirmó que los maestros no creían que fuera autista y que nadie en la escuela lo entendía. También escribió: "Tenía miedo de los ruidos fuertes, aterrorizado de ciertos temas, no estaba seguro de cómo hacer amigos o cómo mantener las amistades, cómo hacer frente cuando me molestaban por mi cabello afro o cómo comer al lado de alguien que estornudaba". La madre de Grant, Carrie, reveló que cuando él era más joven, Grant fue "realmente acosado hasta el punto de enfermarse mentalmente" y que "no pudo escapar de los acosadores". El padre David agregó que Grant fue hospitalizado por problemas de salud mental causados por el acoso, que se transformó en ciberacoso mientras Grant estaba en el hospital. Grant es un hombre trans y usa los pronombres en inglés he/him.

## Carrera
Grant hizo su debut como actor profesional en un episodio de la comedia de situación de CBBC So Awkward como Greta Masters. Luego, en 2018, fue elegido para la telenovela Hollyoaks de Channel 4 como Brooke Hathaway, haciendo su primera aparición como Brooke el 10 de julio de 2018. Grant es el primer actor de BAME en interpretar a un personaje autista en una serie de televisión. Grant apareció en Loose Women, donde explicó que él es diferente a Brooke, ya que tienen diferentes formas de autismo. Agregó lo emocionante que era representar el autismo. En 2020, los padres de Grant aparecieron en la telenovela como Mal y Zoe, los padres adoptivos del hijo recién nacido de Brooke.

## Filmografía
| Año          | Título               | Papel           | Notas                  |
| ------------ | -------------------- | --------------- | ---------------------- |
| 2015         | So Awkward           | Greta Masters   | Episodio: "Space Over" |
| 2018–present | Hollyoaks            | Brooke Hathaway | Personaje regular      |
| 2018         | Loose Women          | Él mismo        | Invitado               |
| 2019         | Good Morning Britain | Él mismo        | Invitado               |
| 2019         | This Morning         | Él mismo        | Invitado               |